# Nueva Zelanda en los Juegos Olímpicos de Pekín 2008
Nueva Zelanda estuvo representada en los Juegos Olímpicos de Pekín 2008 por un total de 178 deportistas que compitieron en 17 deportes.  
El portador de la bandera en la ceremonia de apertura fue el remero Mahé Drysdale.

## Medallistas
El equipo olímpico neozelandés obtuvo las siguientes medallas:
| Nombre                                             | Deporte           | Competición             |
| -------------------------------------------------- | ----------------- | ----------------------- |
| Oro                                                |                   |                         |
| Valerie Vili                                       | Atletismo         | Peso F                  |
| Georgina Evers-Swindell Caroline Evers-Swindell    | Remo              | Scull doble (W2x) F     |
| Tom Ashley                                         | Vela              | RS:X M                  |
| Plata                                              |                   |                         |
| Nick Willis                                        | Atletismo         | 1500 m M                |
| Hayden Roulston                                    | Ciclismo en pista | Persecución ind. M      |
| Bronce                                             |                   |                         |
| Hayden Roulston Jesse Sergent Marc Ryan Sam Bewley | Ciclismo en pista | Persecución por eqs. M  |
| Mahé Drysdale                                      | Remo              | Scull ind. (M1x) M      |
| Nathan Twaddle George Bridgewater                  | Remo              | Dos sin timonel (M2-) M |
| Bevan Docherty                                     | Triatlón          | Individual M            |